# Bauhinia lingyuenensis
Bauhinia lingyuenensis là một loài thực vật có hoa trong họ Đậu. Loài này được T.Chen miêu tả khoa học đầu tiên.